# Пятый буддийский собор

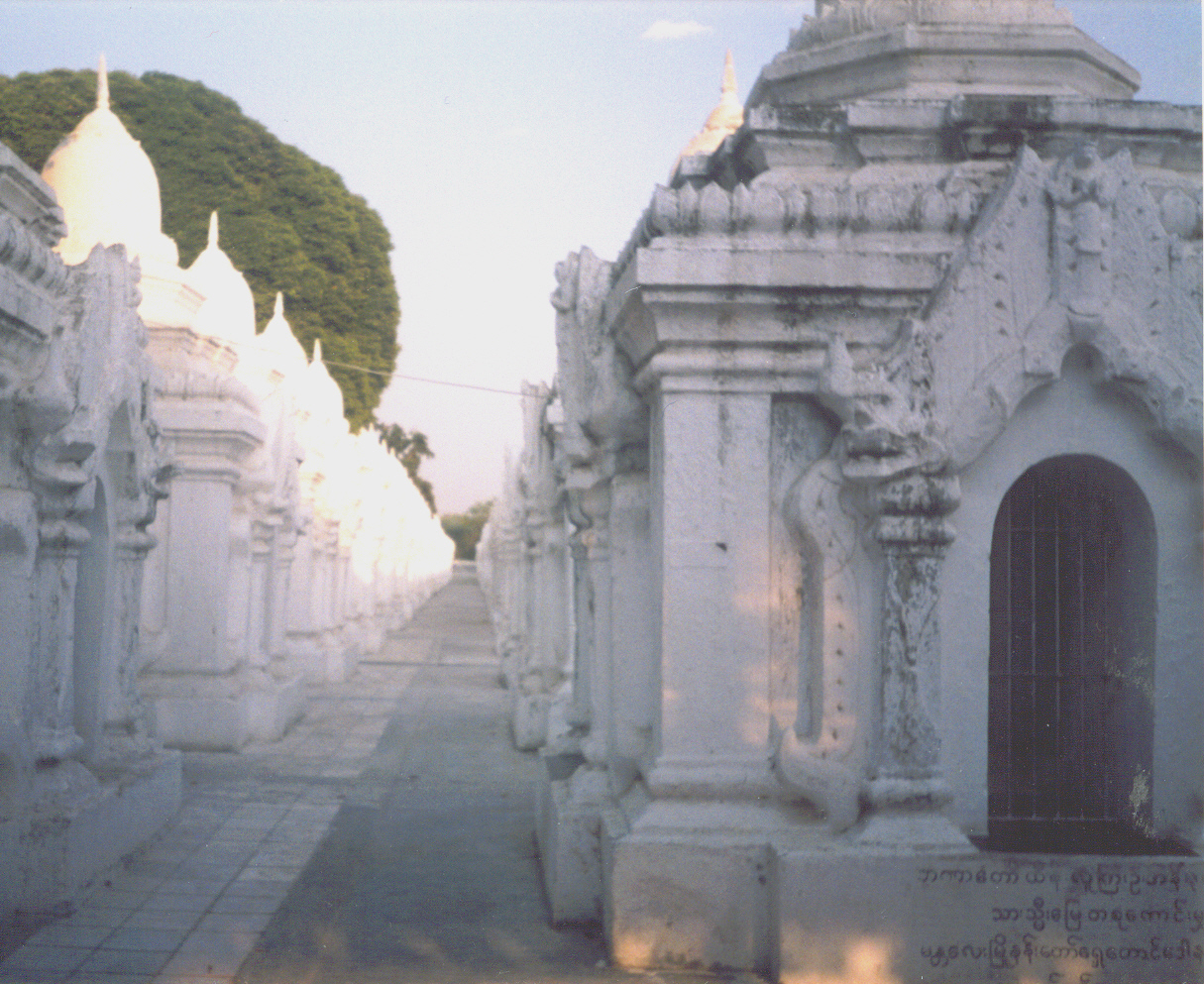
Высеченная на мраморе трипитака в Кутодо Пайя

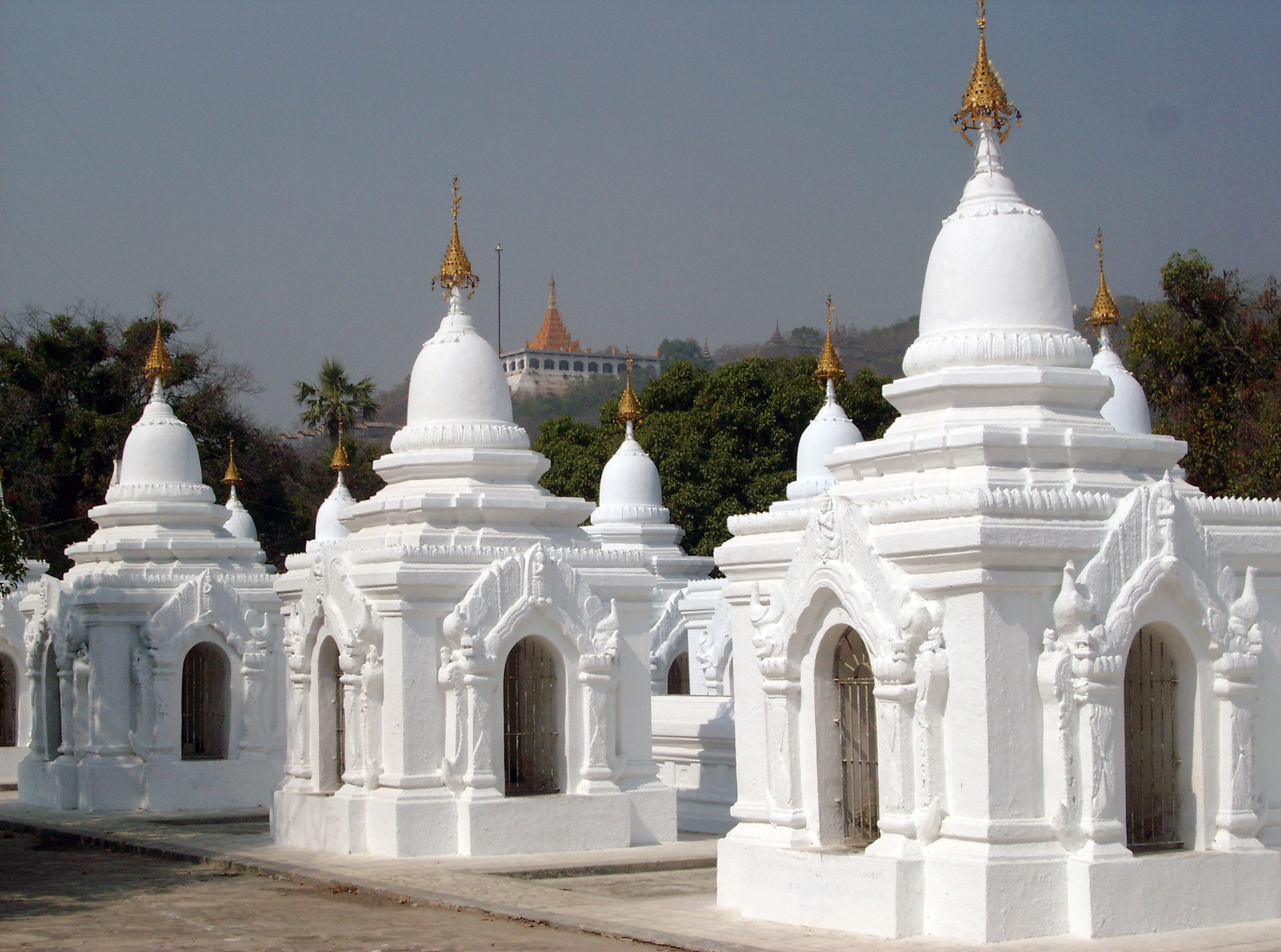
Ступы вокруг стендов с Типитакой в Кутодо Пайя

Пятый буддийский собор (бирм. ပဉ္စမသင်္ဂါယနာ) состоялся с 14 апреля по 9 сентября 1871 года в городе Мандалай, столице Бирманского королевства, при царе Миндоне.
Начало Собора ознаменовалось появлением буддийской реликвии — зуба Будды, доставленного на собрание китайской делегацией. Собор проходил под председательством Трех старцев: преподобного Махатхера Джагарабхивамса, преподобного Нариндабхидхаджа и преподобного Махатхера Сумангаласами.
Целью собора был просмотр всех источников учения Будды в соответствии с Палийским каноном и выявление изменений, искажений или утрат в текстах. На соборе присутствовало 2 400 монахов. Процесс уточнения канонических книг занял пять месяцев, после чего они были вырезаны на 729 мраморных плитах и создан комплекс при пагоде Кутодо в Мандалае.
Пятый буддийский собор был чисто внутрибирманским событием, иностранные гости на него не приглашались, и собор не был признан за пределами Бирмы.
Это, в свою очередь, вызывало споры относительно статуса собора. Так, одними говорилось, что, коль скоро воспоследовавший Шестой собор называется именно «Шестым собором», то тогда и предшествовавший ему собор в Мандалае является, соответственно, пятым, даже несмотря на то, что в нём не приняли участия представители других стран и конфессий. Другие утверждали, что общебуддийским он не может быть в силу того, что результаты собора ограничились лишь только ревизией бирманской версии Палийского канона. Кроме того, в промежутке между Четвёртым и Шестым соборами имели место ряд других собраний, проходивших, в частности, в Таиланде и на Цейлоне, и они также вполне могут считаться «пятыми». Как бы то ни было, однако в большинстве случаев, когда речь идет о Пятом буддийском соборе, как правило, подразумевается именно собор в Мандалае.